# Тастак (Акмолинская область)
Тастак (каз. Тастақ) — станция в Целиноградском районе Акмолинской области Казахстана. Входит в состав сельского округа Тасты. Код КАТО — 116653700.

## География
Станция расположена в северо-западной части района, на расстоянии примерно 42 километров (по прямой) к северо-западу от административного центра района — села Акмол, в 8 километрах к северу от административного центра сельского округа — аула Тасты.
Абсолютная высота — 354 метров над уровнем моря.
Ближайшие населённые пункты: село Белое Озеро — на севере, станция Косшокы — на юго-востоке, аул Тасты и село Караменды батыра — на юге.
Населённый пункт является станцией Южносибирской железнодорожной магистрали.

## Население
В 1989 году население станции составляло 317 человек (из них казахи — 39%, русские — 29%).

В 1999 году население станции составляло 379 человек (193 мужчины и 186 женщин). По данным переписи 2009 года, в населённом пункте проживало 415 человек (203 мужчины и 212 женщин).
| Численность населения | Численность населения | Численность населения |
| 1989                  | 1999                  | 2009                  |
| --------------------- | --------------------- | --------------------- |
| 317                   | ↗379                  | ↗415                  |